# SS Maid of Kent
Le SS Maid of Kent était un ferry britannique pour passagers et plus tard converti en navire-hôpital. Il a été nommé d'après Elizabeth Barton. Il a été coulé en 1940 dans le port de Dieppe.

## Historique
Il a été construit par le chantier naval écossais de Dumbarton William Denny and Brothers et mis en service en 1925. Il appartenait à la Southern Railway Company de Londres. Il est livré à Southampton pour remplacer son navire jumeau Isle of Thanet qui a été transféré à Folkestone le 6 novembre.
Le 9 mars 1926, il a accidentellement percuté le Southern Breakwater à Douvres, ce qui a endommagé sa proue.

### Navire-hôpital
Le SS Maid of Kent s'est rendu à Folkestone dès que le Royaume-Uni a déclaré la guerre à l'Allemagne. Il a été repris par la Royal Navy et désigné comme navire-hôpital, sous le nom de HMHS Maid of Kent entre Newhaven et Dieppe.
Tout au long du mois de mai 1940, il fait plusieurs allers-retours transportant des centaines de blessés. Le 18 mai, une bombe est larguée à proximité du HMHS Maid of Kent l'immobilisant à quai. Trois jours plus tard, le 21 mai, une bombe du raid aérien de la Luftwaffe a frappé sa salle des machines, ce qui a provoqué un incendie à bord du navire. Il a coulé ce jour-là mais a ensuite été soulevé par les Allemands et déplacé dans des eaux plus profondes.

### Liens connexes
- Liste des navires-hôpitaux coulés pendant la Seconde Guerre mondiale
- HMHS Newfoundland